# Settimio Garavini
Settimio Garavini (Castiglione di Ravenna, 1914 – Forlì, 14 gennaio 1944) è stato un partigiano italiano.

## Biografia
Dirigente del clandestino PCd'I, fu tra i principali animatori del primo nucleo della Resistenza ravennate.
Il 4 gennaio 1944 presso la sua abitazione si tenne un'importante riunione del comitato clandestino del PCI della zona delle Ville Unite, cui partecipò Dario Dradi (che fornirà la testimonianza dei fatti) e Mario Gordini, dirigente della Federazione provinciale e comandante del Distaccamento "Dino Sintoni".

La riunione si protrasse sino a tardi, per cui alcuni compagni decisero di dormire nella casa, per poi andarsene il giorno dopo. All'alba Gordini salutò e se ne partì in bicicletta.
Informati della riunione da un delatore, poco dopo un gruppo di circa settanta tra carabinieri e fascisti circondò la casa, lanciando alcune bombe a mano ed ordinando di aprire la porta. Intrappolati e privi di armi (anche se un fucile fu poi trovato in un sacco di grano), Dradi e Garavini non poterono opporre resistenza e vennero arrestati assieme agli altri familiari ed altri vicini sospetti.

Imprigionati presso le carceri di Forlì unitamente a Gordini - catturato nel frattempo - furono interrogati e processati: Garavini e Gordini, in quanto trovati in possesso di armi, vennero condannati a morte e fucilati il 14 dello stesso mese.
In suo onore nel 1944 fu intitolato un Distaccamento della "28ª Brigata Garibaldi "Mario Gordini" operante nella zona di Cervia e delle Ville Unite.